# Partizip Perfekt Passiv
Das Partizip Perfekt Passiv oder Partizip Präteritum Passiv, kurz PPP, auch: zweites Partizip, ist eine von einem Verb abgeleitete Form, die als Infinitiv oder als Adjektiv dienen kann. Als Adjektiv bildet es ein Prädikat über das Objekt des zugrundeliegenden Verbs und drückt zusätzlich typischerweise den Resultatszustand des vom Verb bezeichneten Ereignisses aus oder sonst eine Vorzeitigkeit. Es wird als „Passiv“ bezeichnet, obwohl es bei manchen Verben mit einem Perfekt im Aktiv zu umschreiben wäre (nämlich wenn ein unakkusativisches Verb vorliegt). Im Lateinischen gibt es ferner Deponentien, bei denen das Partizip Perfekt ebenfalls einem Aktiv entspricht.

## Lateinische Sprache
Im Lateinischen steht das Partizip Perfekt Passiv immer in Kasus-Numerus-Genus-Kongruenz zu einem Nomen des Satzes. Wenn es an ein kongruentes Nomen gebunden ist, nennt man es Participium conjunctum (verbundenes Partizip).

### Bildung
Das PPP bildet man mit folgender Regel: Verbalstamm + Erkennungszeichen „t“ oder „s“ + Endung der Adjektive der a- und o-Deklination. Unregelmäßige Verben können eigene Partizipstämme haben. Der Verbalstamm wird gewonnen „durch Abziehen sämtlicher Formantien, d. h. Präfixe wie z. B. Reduplikationssilbe, Infixe, […] Suffixe. Beispiel: gign-o [Präsens], genu-i [Perfekt], gen-itum [PPP]; Wurzel: gen-“.
Generell ist die letzte Stammzeit das PPP:
in ca. 90 % der Fälle gilt:
- a-Konjugation: → -atus
- i-Konjugation: → -itus
- e-Konjugation: → -etus oder -itus

### Übersetzung ins Deutsche
Die PPP-Form bezeichnet ein vorzeitiges Zeitverhältnis im dazugehörigen Satz und wird im Allgemeinen mit einem Adverbialsatz ausgedrückt, in dem meistens die Konjunktion „nachdem“ verwendet wird; es können allerdings auch alle Konjunktionen benutzt werden, die Vorzeitigkeit ausdrücken. Ein PPP kann aber z. B. auch attributiv mit einem Relativsatz, durch einen Präpositionalausdruck oder wörtlich wiedergegeben werden.
Beispiel: Gloria Europae a Iove raptae magna erat.
- Wörtlich: ‚Der Ruhm der von Jupiter geraubten Europa war groß.‘
- Mit einem Adverbialsatz: ‚Nachdem sie von Jupiter geraubt worden war, war der Ruhm Europas groß.‘
- Mit einem Relativsatz: ‚Der Ruhm Europas, die von Jupiter geraubt worden war, war groß.‘
- Mit einer Parataxe bzw. Beiordnung: ‚Europa wurde von Jupiter geraubt, ihr Ruhm war (danach) groß. / Europa wurde von Jupiter geraubt und ihr Ruhm war (danach) groß.‘
- Mit einem Präpositionalausdruck: ‚Nach dem Raub der Europa durch Jupiter war ihr Ruhm groß.‘

### Verwendung des PPP im Lateinischen
- Als Prädikatsnomen in Verbindung mit einer Präsensform von esse = ‚sein‘ bildet das PPP so das Perfekt Passiv, in Verbindung mit einer Imperfektform von esse das Plusquamperfekt Passiv. Beispiele:
  - ‚ich bin gelobt worden‘ – laudatus sum
  - ‚ich war gelobt worden‘ – laudatus eram.
- Das PPP kann auch als Attribut verwendet werden; das bedeutet, dass es sich wie ein attributives Adjektiv auf ein Beziehungswort bezieht und mit der Prädikatshandlung nichts zu tun hat. Beispiel:
  - ‚Wir sehen das berühmte Werk, das schöne Werk, das von Augustus erbaute Werk.‘ – Videmus opus clarum, opus pulchrum, opus ab Augusto aedificatum.
- Das PPP kann auch die Funktion einer adverbialen Bestimmung übernehmen; man nennt dies Participium coniunctum (PC). In dieser Funktion bezieht es sich ähnlich einem Prädikativum auch auf die Prädikatshandlung; es ist jedoch auch mit einem Satzglied in Kasus-Numerus-Genus-Kongruenz verbunden und heißt deshalb PC. Beispiel:
  - ‚Oh, wie fröhlich war Julia, weil sie von Tiberius verlassen worden war.‘ – O, quam laeta Iulia erat a Tiberio relicta.
- Eine ebenfalls häufige Verwendung ist die als Ablativus absolutus. Dabei stehen Nomen und PPP im Ablativ und werden, ähnlich dem PC, mit einem Adverbialsatz übersetzt. Das Subjekt dieses Satzes ist jedoch verschieden vom restlichen Hauptsatz (daher absolutus, dt. ‚losgelöst‘). Beispiel:
  - Discipulis laudatis magister gaudebat. – Nachdem die Schüler gelobt worden waren, freute sich der Lehrer.